# Federación Anarquista Ibérica
Federación Anarquista Ibérica eller FAI (Iberiska anarkistiska federationen) är en militant spansk anarkistisk organisation med nära band till fackföreningen Confederación Nacional del Trabajo (CNT). Ofta förkortas organisationsnamnet till CNT-FAI på grund av de två organisationernas nära band. Dessa räknade tillsammans drygt två miljoner medlemmar. Mujeres Libres, den anarkafeministiska organisationen, hade cirka 30 000 medlemmar. CNT-FAI använde under Spanska revolutionen 1936–1939 en fana som delats diagonalt i ett rött och ett svart fält. Kollektiviserade byggnader och fordon målades också med bokstäverna CNT-FAI.

## Historia
Organisationen grundades i Valencia 1927 (efter ett förberedande möte föregående år i Marseille, Frankrike) som en ansats till att hålla CNT på den anarkistiska banan genom att motarbeta dess byråkratiska tendenser. Man ansåg att CNT hade börjat utvecklas till en länk mellan arbete och kapital, snarare än en representant för arbetarklassen. Frågan blev än mer spänd när Miguel Primo de Rivera tog makten i Spanien och började undertrycka arbetarrörelsen. Hegemonin som FAI utövade över CNT fick mer moderata syndikalister under ledning av Ángel Pestaña att utmana ledarskapet och så småningom bilda Syndikalistpartiet 1931. 
Åtskilliga FAI-medlemmar stred vid fronten mot Francisco Franco under spanska inbördeskriget, och Buenaventura Durruti var den samlande gestalten. FAI-CNT hade då drygt två miljoner medlemmar, inräknat kvinnoorganisationen Mujeres Libres. I dagsläget har det CNT som överlevde Franco cirka 60 000 medlemmar. Anarkismen som rörelse har numera en global utbredning.